# صفائح فولاذية مثقبة

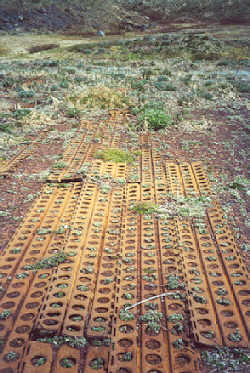
حصير مارستون في مهبط مهجور بألاسكا

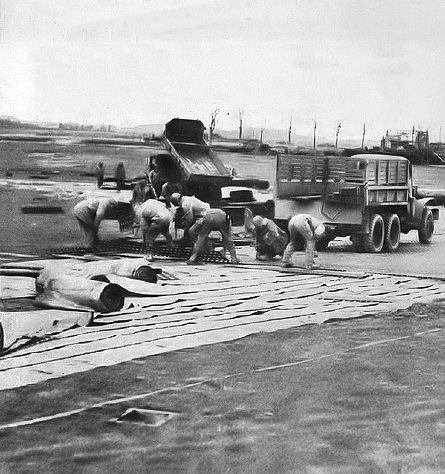
يقوم فريق هندسي من قيادة الهندسة التاسعة بإعداد مسار من الصفائح الفولاذية المثقبة

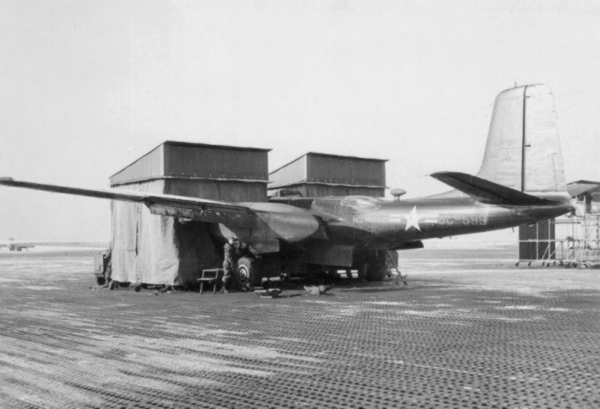
RB-26C من فوج TRW رقم 117 على حصير مارستون لقاعدة تول

الصفائح الفولاذية المثقبة (PSP) عبارة عن لوحة معدنية موحدة تم تطويرها في الولايات المتحدة قبل فترة وجيزة من الحرب العالمية الثانية .
وتعرف أيضًا باسم حصير مارسون Marston Mats في إشارة إلى مارستون ، بولاية كارولاينا الجنوبية بالقرب من معسكر تابع للجيش الأمريكي حيث تم استخدامها لأول مرة 

## الحرب العالمية الثانية
استُخدمت الصفائح لبناء العديد من التضاريس بسرعة لصالح القوات الجوية الأمريكية في مختلف مسارح العمليات خلال الحرب العالمية الثانية، حيث بدأ استخدامها لأول مرة في عام 1941.
انتشر على نطاق واسع لبناء العديد من المهابط بعد إنزال نورماندي . هبطت أول طائرة، وهي من طراز دوغلاس سي-47 سكاي ترين للتزود بالوقود، في أول هذه المطارات.
واستخدامت صفائح PSP بشكل أساسي لتثبيت الأسطح الخشنة، وإنشاء ممرات للطائرات أو مدارج المطارات أو الطرق.
تبلغ أبعاد كل صفيحة حوالي 1 متر مربع ، أو 3,05 متر في 38 سم ومتوسط وزنها 27 كغ .
ولإنشاء مدرج بطول 1 500 متر وعرض 50 م ، كان هناك حاجة إلى حوالي 75 000 حصير ، وهو ما يمثل حجماً يتعين نقله يبلغ 990 متر مكعب ووزناً متوسطاً يبلغ 2 000 طن .
يمكن إكمال مسار بهذا الحجم في 175 ساعة مع 100 شخص.
في الجيش الفرنسي، يبلغ متوسط الإنتاج 100 متر مربع من الصفائح الفولاذية المثقبة لكل رجل يوميًا، لقوات الهندسة.

### جسر برلين الجوي
في بداية الجسر الجوي لبرلين، كانت ممرات مطار تمبلهوف في المنطقة الأمريكية ببرلين مصنوعة من الألواح الفولاذية المثقبة (PSP). صُممت هذه الألواح لدعم الطائرات المقاتلة وطائرات الشحن الصغيرة، لكن طائرة دوغلاس سي-54 سكاي ماستر، التي شكلت العمود الفقري للجهود الأمريكية، كانت ثقيلة جدًا على هذه الصفائح. فوظفت يد عاملة من سكان برلين لإصلاح الممرات بين الوصولات المتتالية كل ثلاث دقائق، فكانوا يركضون إلى الممرات حاملين أكياس رمل ليفرغوها على الألواح لتليين السطح.

## في الفنون
- في قصة "الرحلة 714 إلى سيدني"، تهبط طائرة تانتان على مدرج مؤقت مصنوع من ألواح رمادية، تفكك بسرعة بعد الاستخدام. يتطلب تصميم الألواح وجود رجلين، واحد في الأمام وآخر في الخلف، لتحريكها بسهولة.

## الملاحظات والمراجع
1. ↑  Mathis, S. J. (Mars 1943). "Mat "Seabees are Wizards at Building Battle-Front Air Bases". Aviation Week (بالإنجليزية). 43: 181. {{استشهاد بدورية محكمة}}: تحقق من التاريخ في: |تاريخ= (help)
2. ↑  "Pierced Steel Planks" (بالإنجليزية). ETP-trade.de. Archived from the original on 2024-09-12. Retrieved 4 décembre 2015. {{استشهاد ويب}}: تحقق من التاريخ في: |تاريخ-الوصول= (help)
3. ↑  Gurney، Gene (Major, USAF) (1962). The War in the Air: a pictorial history of World War II Air Forces in Combat. New York City: Bonanza Books. ص. 175. U.S. Air Force photo{{استشهاد بكتاب}}:  صيانة الاستشهاد: أسماء متعددة: قائمة المؤلفين (link)
4. ↑  "Airfield Matting" (بالإنجليزية). Pacific Wrecks. 7 août 2015. Archived from the original on 2021-01-25. Retrieved 4 décembre 2015. {{استشهاد ويب}}: تحقق من التاريخ في: |تاريخ-الوصول= and |سنة= (help)

## روابط خارجية
- لوحات أرنو مارستون ماتس، فكرة رائعة ستبقى في النهاية، الطيران المدني والقديم، تاريخ الطيران، www.avionlegendaires.net، 24 فبراير 2016